# Abtnaundorf
Abtnaundorf ist ein Stadtteil im Stadtbezirk Nordost von Leipzig. Der größte Teil der Abtnaundorfer Flur bildet verwaltungsmäßig zusammen mit einem Teil von Schönefeld und weiteren Anteilen den Ortsteil Schönefeld-Abtnaundorf.

## Lage
Abtnaundorf liegt etwa 4,5 Kilometer vom Stadtzentrum Leipzigs entfernt in der Flussaue der Parthe. Es wird umgrenzt von Schönefeld, Mockau und Thekla.

## Geschichte

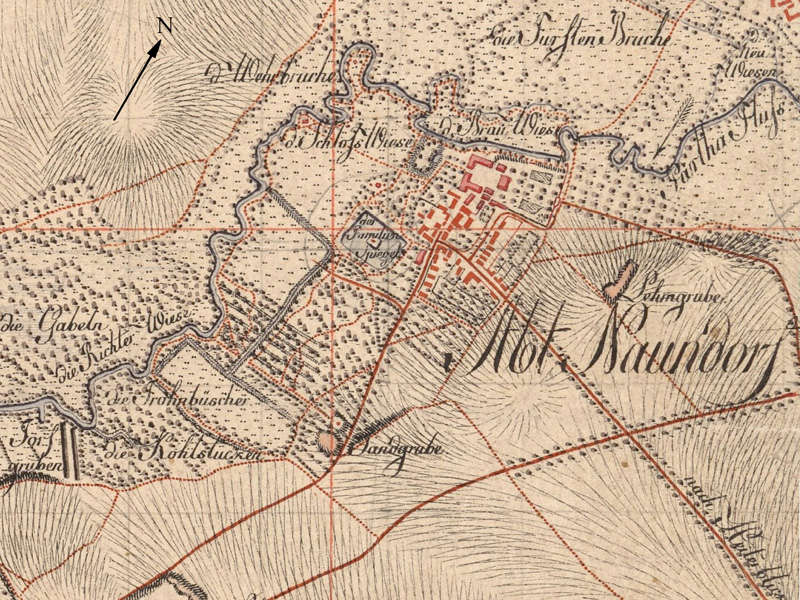
Abtnaundorf (um 1800)

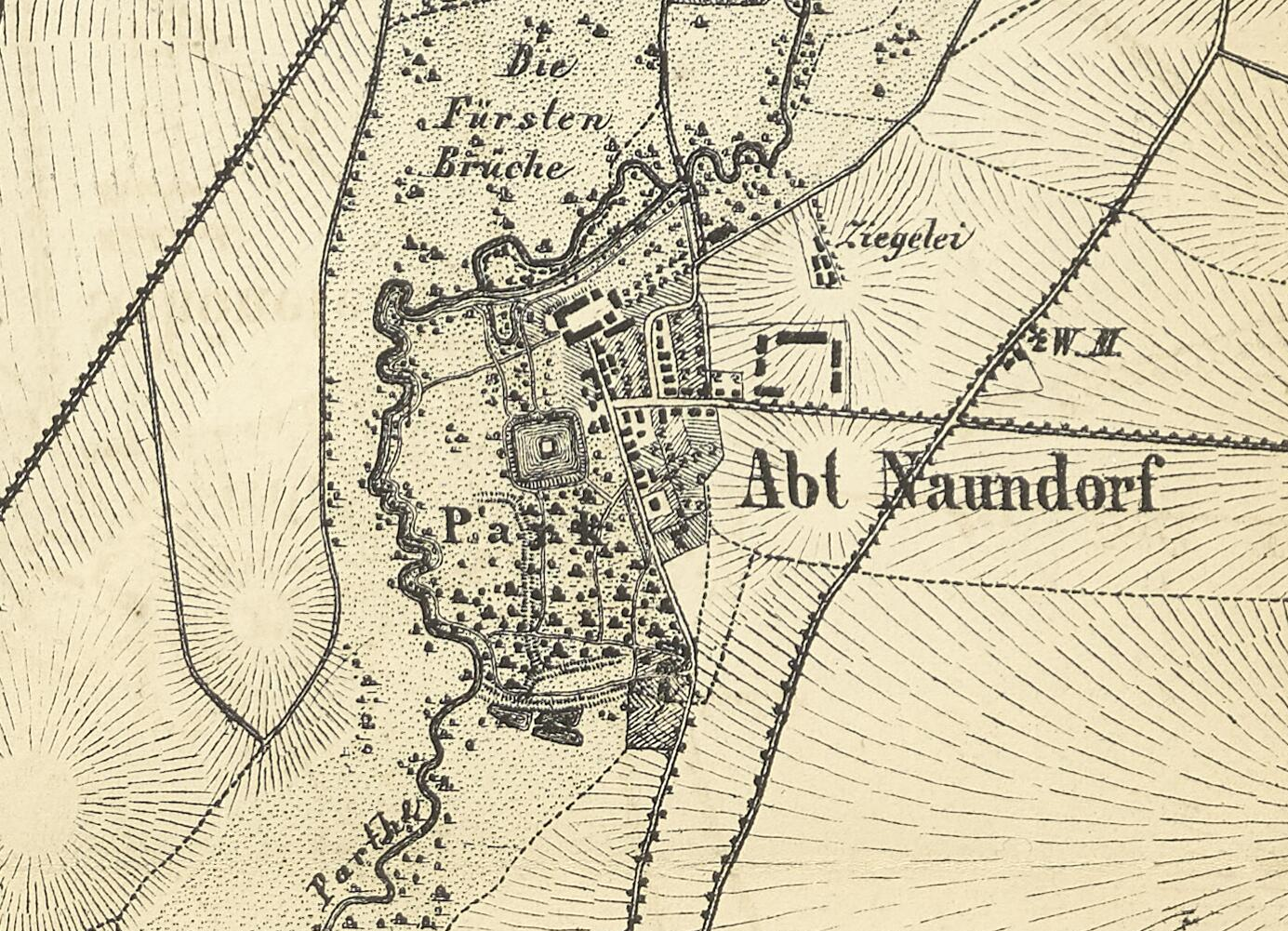
Abtnauendorf auf einer Karte von 1863

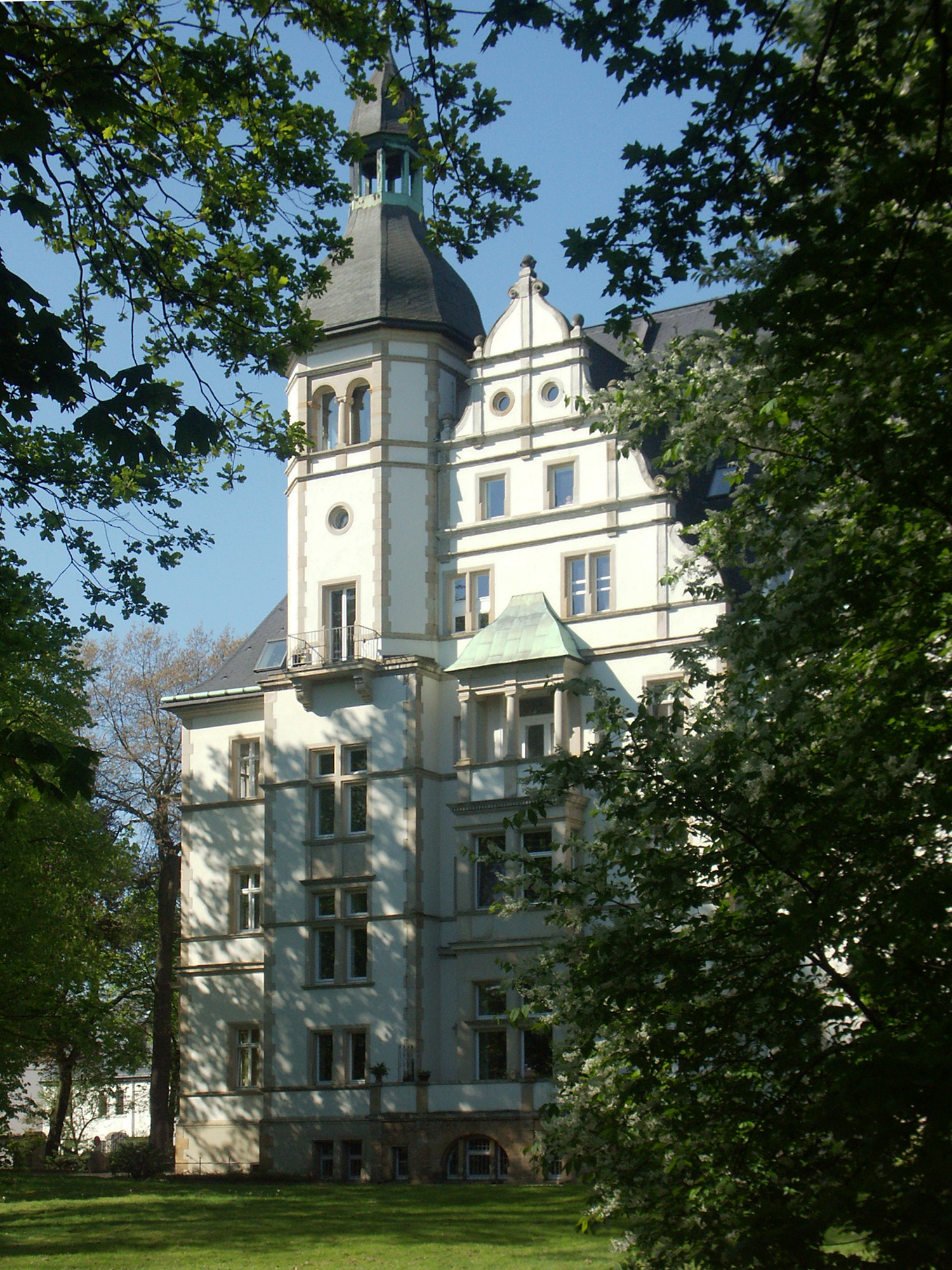
Schloss Abtnaundorf (2009)

Naundorf entstand um ein Gut, das im 13. Jahrhundert an das Peterskloster Merseburg kam und so – allerdings erst später – das „Abt“ im Namen erhielt. Das Kloster verpachtete das Gut mehrfach, das dann mitunter den Namen des Pächters annahm. Um 1540 wurde das zum Gut gehörige Vorwerk Heiterblick errichtet. Nach der Reformation wechselte das Gut häufig den Besitzer, ab 1696 gehörte es längere Zeit Johann Ernst Kregel von Sternbach. 1789 wurde es schließlich von Christian Gottlob Frege II (1747–1816) erworben, dem Sohn des Bankiers Christian Gottlob Frege (1715–1782), und blieb bis 1916 im Besitz der Familie. Bereits ab Mitte des 18. Jahrhunderts wurden Teile des ausgedehnten Landschaftsparks zwischen Dorf und Parthe angelegt. In der Völkerschlacht bei Leipzig wurde Abtnaundorf bei den Kämpfen am 18. Oktober 1813 stark in Mitleidenschaft gezogen.
Zu Beginn des 19. Jahrhunderts begann die Landhaus- und Villenbebauung, und nach Inkrafttreten der Sächsischen Landgemeindeordnung von 1838 erfolgte 1839 die Wahl des ersten Gemeinderats. Der Ort gehörte bis 1856 zum kursächsischen bzw. königlich sächsischen Kreisamt Leipzig. Im 19. Jahrhundert war Abtnaundorf mit seinem öffentlich zugänglichen Gutspark ein beliebtes, über die Parthewiesen zu erreichendes Ausflugsziel der Leipziger. Der inzwischen zum Landschaftsschutzgebiet erklärte Abtnaundorfer Park zieht besonders an den Wochenenden mit neu angelegten Rad- und Wanderwegen viele Besucher an. Zwischen 1889 und 1891 wurde am nordöstlichen Ende der Kastanienallee (heute Reiterallee) ein Mausoleum für die Familie Frege errichtet, das nach 1945 zerstört wurde. 1892–1893 wurde unter Arnold Woldemar von Frege-Weltzien (1841–1916) das alte Herrenhaus des Ritterguts abgerissen und durch einen repräsentativen Neubau nach Entwurf des Leipziger Architekten Peter Dybwad ersetzt, das sogenannte Schloss. 1930 wurde Abtnaundorf nach Leipzig eingemeindet.

### Im Nationalsozialismus
Ein Hinweisschild in Höhe des Grundstücks Heiterblickstraße 26 (Flurstück 50, damals zu Abtnaundorf gehörend) erinnert an das Massaker von Abtnaundorf. Dort befand sich der Zugang zu Werk III des Erla-Werks Leipzig. Jährlich erinnert die Stadt Leipzig gemeinsam mit dem Bund der Antifaschisten e. V. Leipzig am Ort des Geschehens an das in die Geschichte eingegangene Massaker von 1945.

### Nach 1945
1947 wurde das Rittergut zum Stadtgut, und das Schloss wurde zur Lehrerausbildung und als Krankenhaus genutzt. Von 1966 bis 1996 war hier die Kinderabteilung des Krankenhauses St. Georg untergebracht. Ab 1998 wurde das Anwesen von einem privaten Investor zu einer komfortablen Wohnanlage entwickelt. Zwischenzeitlich wurde das Schloss von einem neuen Eigentümer erneut aufwändig saniert und ist – einschließlich Schlosspark – für die Öffentlichkeit nicht mehr zugänglich.
Der von 1992 bis 1995 erschlossene Gewerbepark Nordost (u. a. VNG – Verbundnetz Gas, Ernst Klett Schulbuchverlag) liegt zum größten Teil auf der Flur des ehemaligen Ritterguts Abtnaundorf.
2021 erwarb die GRK-Gruppe Leipzig das unter Denkmalschutz stehende Rittergut mit den dazugehörigen Reithallen und -wiesen.

## Bevölkerung
Angaben sind nur für den gesamten Ortsteil Schönefeld-Abtnaundorf verfügbar.
| Jahr | Einwohner |
| ---- | --------- |
| 2000 | 09.370    |
| 2005 | 09.097    |
| 2010 | 10.106    |
| 2015 | 12.108    |
| 2020 | 13.292    |
| 2024 | 14.052    |

Stand: 31.12. des jeweiligen Jahres

## Politik
Bei den Wahlen zum Sächsischen Landtag gehört der Ortsteil Schönefeld-Abtnaundorf zum neuen Wahlkreis Leipzig 8, bei Bundestagswahlen zum Bundestagswahlkreis Leipzig I (Wahlkreis 152).
Die Bundestagswahl 2021 führte zu folgendem Zweitstimmenergebnis:
| Partei                | Schönefeld-Abtnaundorf | Stadt Leipzig |
| --------------------- | ---------------------- | ------------- |
| SPD                   | 18,0 %                 | 20,9 %        |
| Bündnis 90/Die Grünen | 16,6 %                 | 18,5 %        |
| Die Linke             | 15,9 %                 | 13,7 %        |
| AfD                   | 15,9 %                 | 13,3 %        |
| CDU                   | 11,2 %                 | 14,0 %        |
| FDP                   | 09,1 %                 | 10,1 %        |
| Sonstige              | 13,3 %                 | 09,5 %        |

## Sehenswürdigkeiten

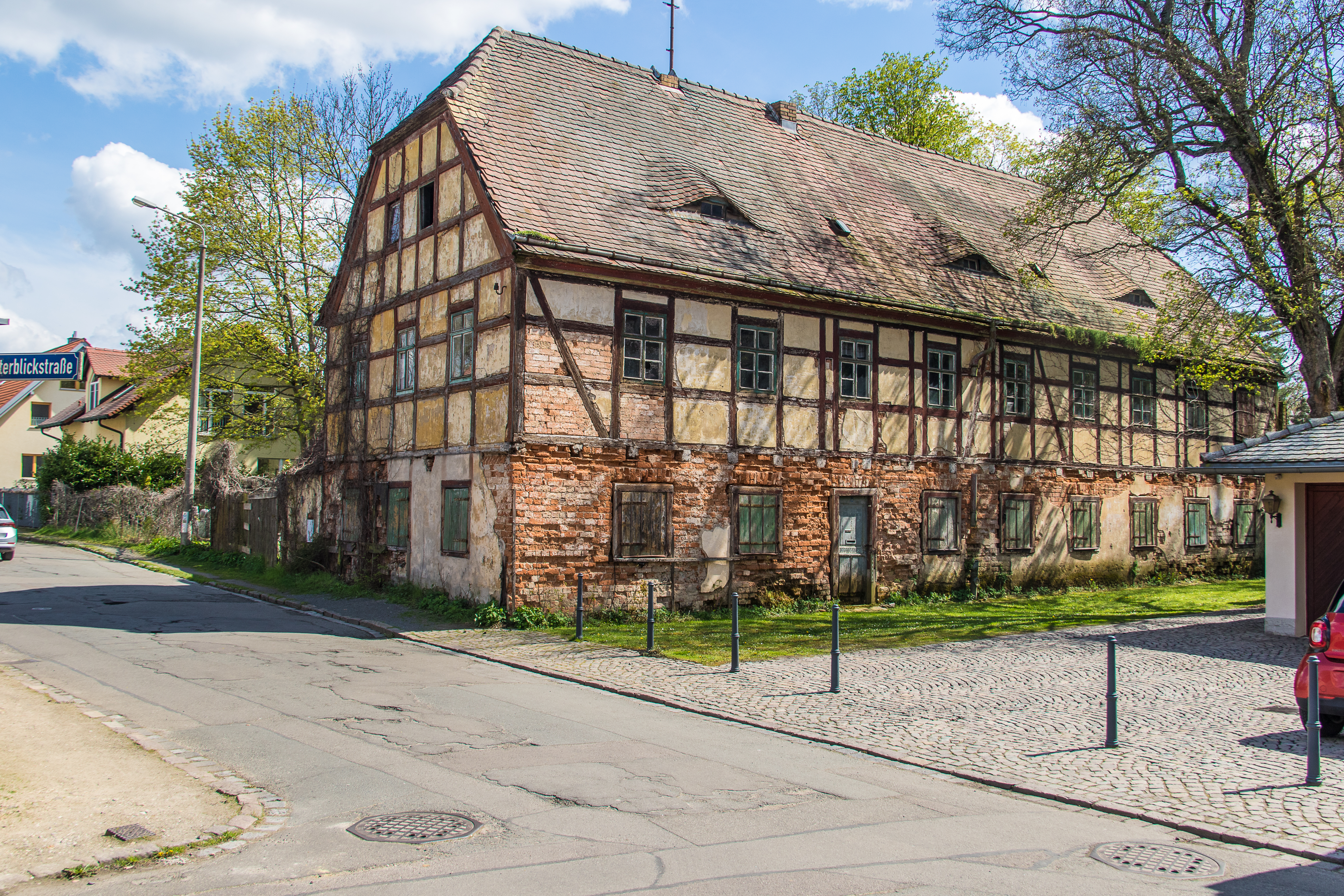
Ehemaliger Gasthof

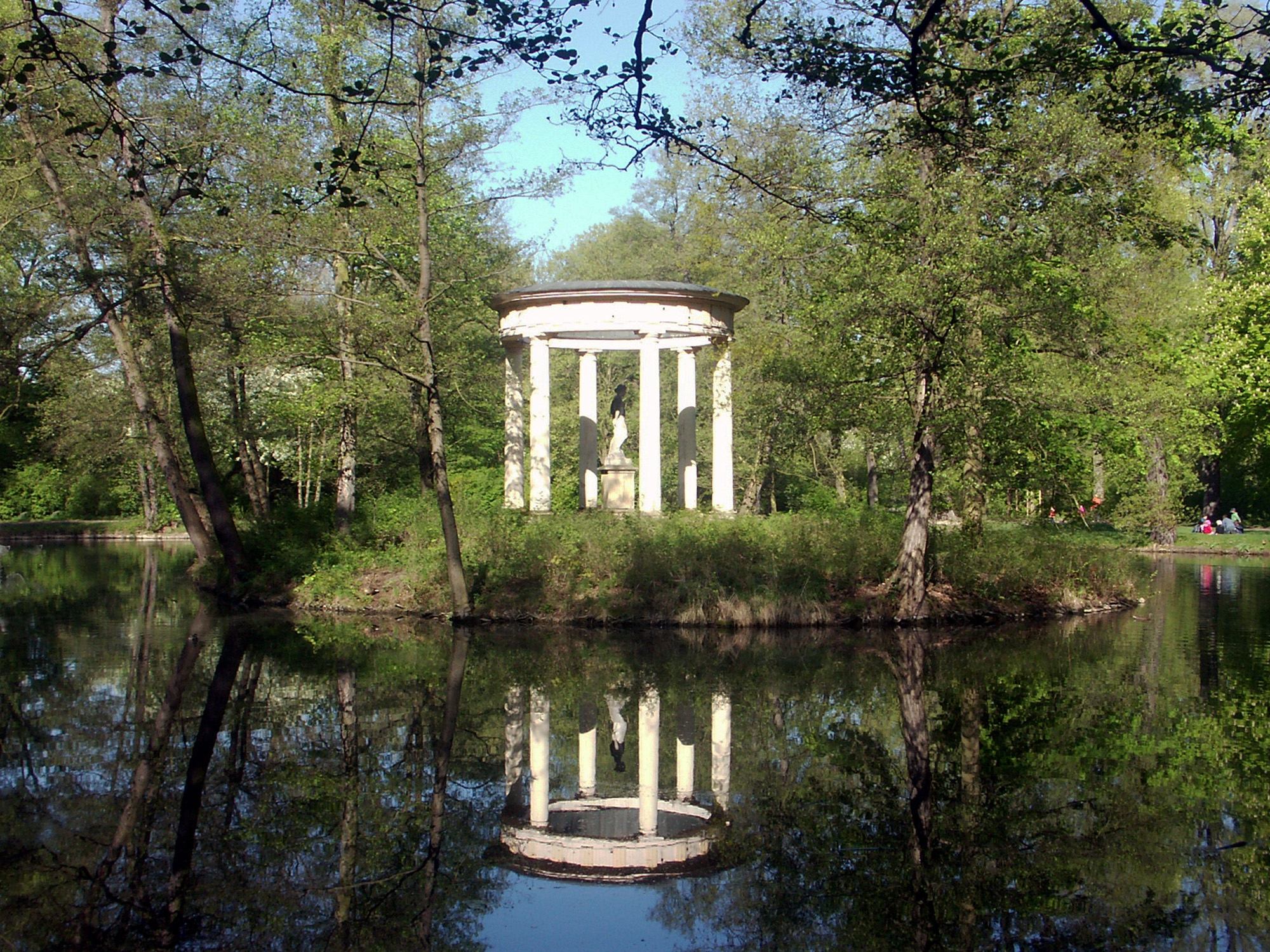
Pavillon im Park

- Ehemaliger Gasthof, Heiterblickstraße 8, ältestes existierende Gebäude im Ort, vermutetes Baujahr 1772, unter Denkmalschutz, seit 1996 unbewohnt[7]
- Herrenhaus des ehemaligen Ritterguts, genannt Schloss Abtnaundorf
- Abtnaundorfer Park
- Installation „Doppelt hell an dunklen Ufern“ im Rahmen des Projekts „KunstParcours und ParkNetzwerk Parthe“ erinnert an Clara Schumann.[8]

## Sport
- Der Reit- und Fahrverein „Herodot“ Leipzig e. V., Heiterblickstraße 17, führt jährlich Reit- und Springturniere durch.[9]
- Sportschule Egidius Braun des Sächsischen Fußballverbands, Abtnaundorfer Straße 47, mit Steffi-Graf-Nachwuchszentrum des sächsischen Tennisverbandes[10][11]